# Лола (певачица)
Лола Јулдошева (узб. Lola Yoʻldosheva, Лола Йўлдошева; Ташкент, 4. септембар 1985), познатија мононимно као Лола, узбечка је певачица, текстописац и глумица. Пева на узбечком и руском језику. На руском језику је позната прилагођено као Лола Јулдашева (рус. Лола Юлдашева), док је на почетку каријере наступала под псеудонимом Маја (рус. Майя).

## Биографија
Лола је рођена 4. септембра 1985. у Ташкенту, главном граду тада Узбечке ССР унутар Совјетског Савеза. Отац јој је Равшанбек Џуманазарович Јулдошев (Ravshanbek Jumanazarovich Yoʻldoshev), а мајка Гулнара Шамиљевна Јулдошева (Gulnora Shamilevna Yoʻldosheva).
Одрасла је уз млађег брата Рустама (Rustam) и две такође млађе сестре Анору (Anora) и Асал (Assal). Име јој на узбечком значи лала.
Јулдошева је одувек волела да учи, а највише су је привлачиле хуманистичке науке. По завршетку основне школе, желећи да стекне што квалитетније образовање, уписала је посебну стредњу школу у Лондону. Успешно ју је завршила и, одлучивши да се посвети бизнису, уписала је Међународни универзитет у Москви, смер предузетништво у култури.
Вратила се у домовину и наставила студије бизниса, овога пута на Међународном вестминстерском универзитету у Ташкенту, смер пословна администрација. Ипак, на послетку се пребацила на Ташкентски државни правни институт и постала дипломирани правник. Све ово време бавила се и музиком и глумом.

## Каријера
Лола је музиком почела да се бави још као девојчица. Када је имала десет година, снимила је прву песму за потребе рекламирања жвака Ширибом. При томе јој је помогао Руслан Шарипов. Такмичила се и на многим такмичењима у Узбекистану и региону. Једно од њих је и Међународни конкурс Жар-птица у руском граду Иванову, на коме је освојила гран-при.
Прва песма коју је Јулдошева самостално издала јесте Netayin 2001. Нумера је постала хит веома брзо, те је Лола за њу добила награду за песму године. Наредне године је у Русији, током студија предузетништва у Москви, снимила песму Потерялись под псеудонимом Маја. То је био плод уговора са великим руским издавачем. Спот за песму је једно време приказиван на многим познатим каналима, као што су МузТВ, MTVru, RenTV, РТР и други. Паралелно је у Узбекистану издат први албум .
Ипак, Лола је постала шире позната тек 2003. године, када је издала песме Muhabbatim и Undan nimam kam (дует са Тохиром Содиковим, фронтменом узбечког бенда Болалар), а и први пут глумила у филму.
То је био Sevinch, у коме је играла истоимену главну улогу. Севинч, коју глуми, девојка је са раком. Филм је сниман у сарадњи са певачицом и глумицом Шахзодом. Међу Лолиним песмама укљученим у филм налази се и нумера Orzu. Године 2004. освојила је награду Тарона за најбоље обученог извођача, а наредне године како за најбољи аутфит, тако и за најбољу певачицу.
Унутар узбечке филмске индустрије постала је позната 2005. због улоге Зајнаб у комедији Kelgindi kuyov (ванземаљски младожења). Удала се у октобру исте године и до даљег напустила индустрију забаве. Ипак, шоу-бизнису се вратила у новембру 2011. кроз серију коцерата и албум Senga. Та година је једна од најуспешнијих у њеној каријери.
Исте је године играла три улоге — Лолу у Yondiradi, kuydiradi, Рухшону у Jodugar и Узи у Gʻaroyib orzular. За време ове дуге паузе, коју је искористила да се посвети породици, родила је ћерку Шахинабегим (2007) и сина Шохдијера (2009). Пред повлаћење је издала још два албума — Muhabbatim 2004. и Topdim baxtimni 2005, док је 2010, у сарадњи са фановима, а усред паузе у каријери, издат албум Imkon ber и песма Qiynalar qalbim. Њен последњи албум назван Sogʻindim издат је почетком 2013.

## Дискографија
| Година | Латиница | Ћирилица |
| 2002.  |          |          |
| 2004.  |          |          |
| 2005.  |          |          |
| 2010.  |          |          |
| 2011.  |          |          |
| 2013.  |          |          |

| Година | Латиница | Ћирилица | Улога   |
| 1999.  |          |          | Лола    |
| 2004.  |          |          | Севинч  |
| 2005.  |          |          | Зајнаб  |
| 2006.  |          |          | Лола    |
| 2006.  |          |          | Лола    |
| 2006.  |          |          | Лола    |
| 2009.  |          |          | Лола    |
| 2010.  |          |          | Лола    |
| 2011.  |          |          | Лола    |
| 2011.  |          |          | Рухшона |
| 2011.  |          |          | Лола    |
| 2013.  |          |          | Лола    |
| 2014.  |          |          | Ширин   |
| 2016.  |          |          | Лола    |